# Xanthogalum sachokianum
Xanthogalum sachokianum är en flockblommig växtart som beskrevs av Karjagin. Xanthogalum sachokianum ingår i släktet Xanthogalum och familjen flockblommiga växter. Inga underarter finns listade i Catalogue of Life.